# Kroniki Archeo
Kroniki Archeo – bestsellerowa seria książek autorstwa Agnieszki Stelmaszyk. Pierwszy tom serii wydany został w 2010 roku.  

## Fabuła
Głównymi bohaterami serii są Ania i Bartek, dzieci małżeństwa Adama i Beaty Ostrowskich, światowej sławy archeologów. Wraz ze znajomymi ich rodziców - małżeństwem egiptologa sir Edmunda i Melindy Gardnerów (konserwatora zabytków), oraz ich dzieci - Mary Jane, Jima i Martina doświadczają wielu przygód, które najczęściej związane są z zawodem wykonywanym przez ich rodziców. 
Tytułowe Kroniki Archeo to prowadzone przez Anię Ostrowską i jej przyjaciół księgi zawierające rysunki oraz notatki o ich przygodach. Ania i Bartek dostali je od dziadka na święta jako siedem pustych ksiąg, zatytułowanych Kroniki Archeo. Dziadek, który był introligatorem, wiedział, że dzieci interesują się archeologią i lubią przygody, toteż w celu sprawienia im przyjemności sporządził dla nich ten prezent. Chciał, żeby zapełnili je opisami własnych przygód i odkryć. Oprawione były w mocne, jasnobrązowe płótno. Każdy z tomów miał kunsztowne zdobienia i był spięty ozdobną klamrą zamykaną na kłódeczkę z maleńkim kluczykiem.

## Historia serii
Agnieszka Stelmaszyk napisała początkowo siedem części, zgodnie z pierwotnym zamysłem wynikającym z liczby ksiąg, które rodzeństwo Ostrowskich otrzymało od dziadka. Jednakże pod wpływem próśb fanów i czytelników, autorka zgodziła się na kontynuowanie serii. Od czasu jej wznowienia w 2013 roku, ukazało się pięć kolejnych tomów, w tym dwa tomy specjalne: Kroniki Archeo. Dziennik Podróżnika oraz Kroniki Archeo. Akta Gordona Archera (Archer był brytyjskim detektywem, który pojawiał się jako bohater drugoplanowy w kilku częściach).
Wszystkie książki z serii zostały wydane w formie audiobooków. Kroniki Archeo doczekały się również tłumaczeń na język azerski, czeski, litewski oraz ukraiński.

## Lista książek
1. Tajemnica Klejnotu Nefertiti, 2010
2. Skarb Atlantów, 2011
3. Sekret Wielkiego Mistrza, 2011
4. Klątwa Złotego Smoka, 2012
5. Zagadka Diamentowej Doliny, 2012
6. Zaginiony Klucz do Asgardu, 2013
7. Przepowiednia Synów Słońca, 2013
8. Szyfr Jazona, 2014
9. Komnata szeptów, 2015
10. Oko Węża, 2018
11. Złoty szlak, 2019
12. Dom Fauna, 2020

Dodatkowe tytuły z serii Kroniki Archeo:
1. Dziennik Podróżnika, 2014
2. Akta Gordona Archera, 2017